# Chinese Radio New York
Chinese Radio New York is een Standaardkantoneestalige radiostation in het Amerikaanse New York.
Het programma loopt gelijk met die van Philadelphia op WNWR. Uitzendingen zijn van maandag tot vrijdag om 13.00 tot 20.00. Op 1 februari 2007 begon Chinese Radio New York met een 24-uurstation.
Chinese Radio New York zendt verschillende programma's uit. Onder andere programma's van Radio Television Hong Kong. Muziek bestaat grotendeels uit Cantopop.
Bellers van het programma zijn meestal van New York Chinatown of Philadelphia Chinatown, ze spreken dan over familieproblemen, gezondheid etc.  